# Amazonetta brasiliensis
L'alzavola brasiliana (Amazonetta brasiliensis (J.F.Gmelin, 1789)), anche nota come anatra del Brasile, è un uccello della famiglia degli Anatidi ed è l'unica specie del genere Amazonetta.

## Descrizione
Il maschio e la femmina hanno un piumaggio molto simile, di colore marroncino chiaro, il petto è chiazzato leggermente da un tenue marrone, il dorso è marrone, la testa è marrone ma ai lati sulle guance e la parte superiore del collo sono bianco-grigie, le penne timoniere della coda sono nere, le ali spiegate sono nere alle estremità mentre verso l'interno hanno un esteso specchio blu-verde metallico, le zampe sono rosso-arancio, gli occhi sono neri. Le uniche caratteristiche esteriori che contraddistinguono i sessi sono il becco che nel maschio è rosato, mentre nella femmina è grigio piombo; nella femmina la zona del capo vicino al becco presenta una piccola chiazza bianca che si ripete anche attorno all'occhio con una sorta di sopracciglio, nel maschio invece non è presente.

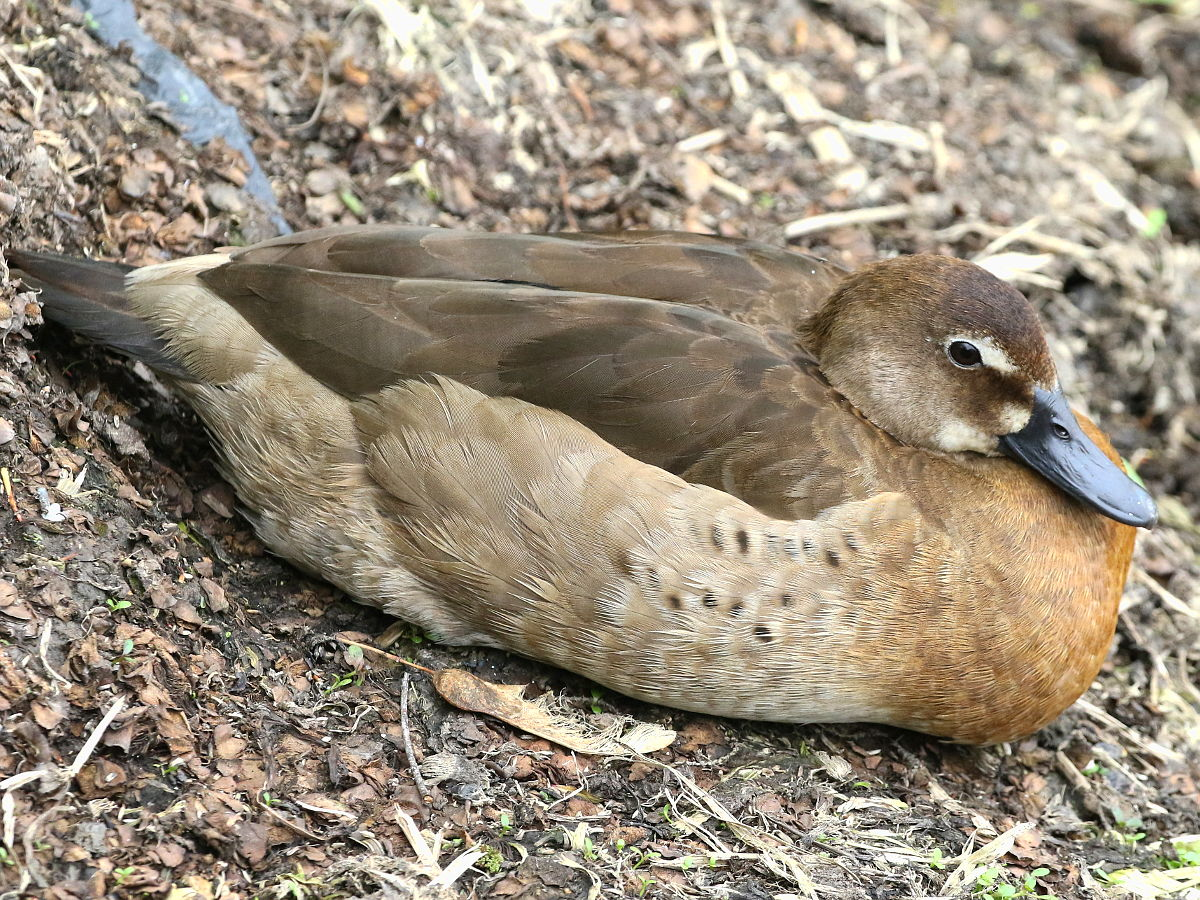
Femmina al Costanera Sur, Argentina
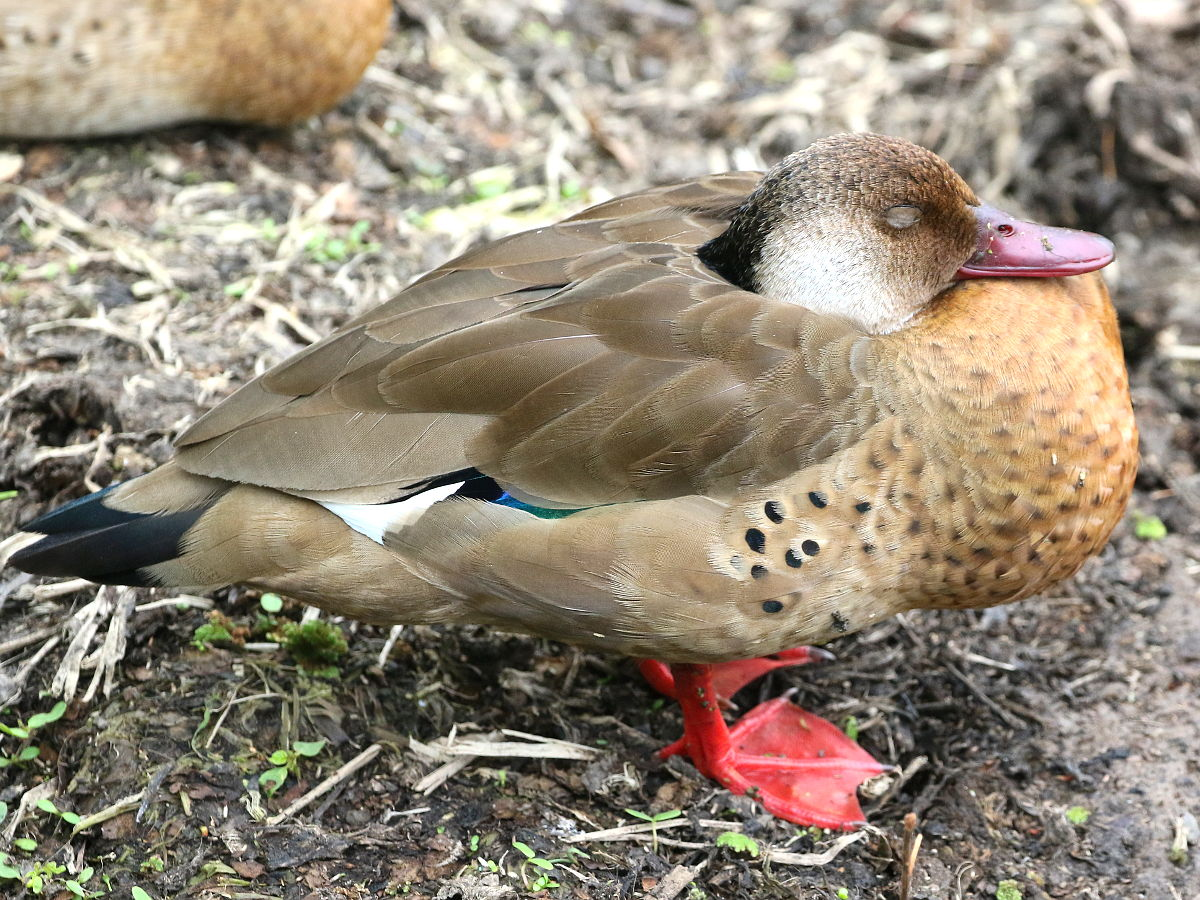
Maschio al Costanera Sur, Argentina

## Distribuzione e habitat
Questi uccelli possono essere trovati in tutto il Sud America orientale, dall'Uruguay, all'Argentina settentrionale e orientale, Paraguay, Venezuela centrale, Brasile, Perù nord-orientale, Suriname, Guyana, Guyana francese, Bolivia orientale e Colombia orientale. Il loro habitat preferito sono i grandi corpi d'acqua dolce, lontano dalla costa e dalla fitta vegetazione sulle rive.

## Tassonomia

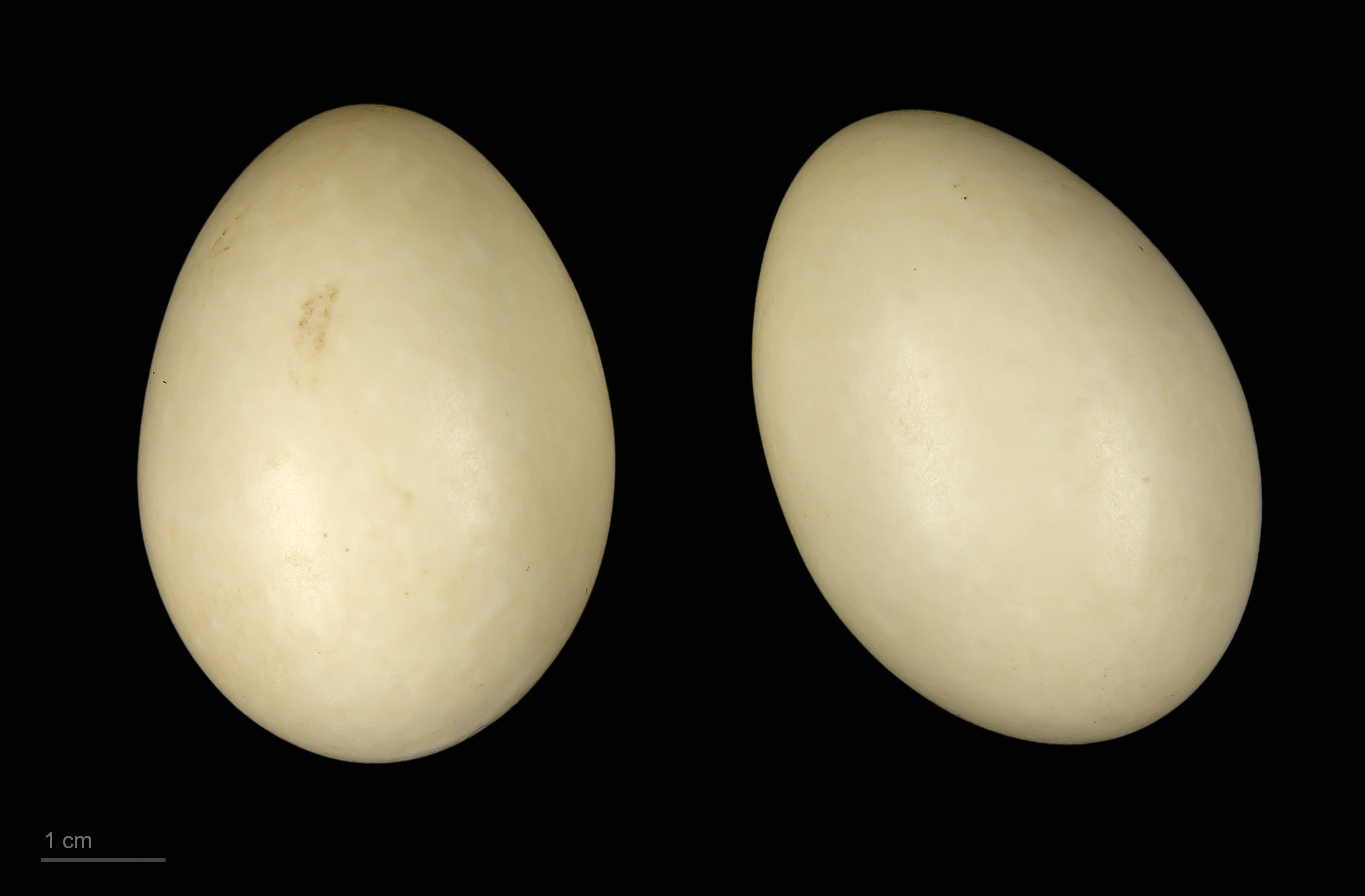
Uova

In passato questa specie era considerata un'anatra appollaiata, un gruppo di anatre classificate insieme per la loro abilità di appollaiarsi sui rami degli alberi. Tuttavia analisi più recenti indicano l'alzavola brasiliana appartiene ad un clade di anatre sudamericane che comprende anche l'anatra crestata, l'anatra dagli occhiali e forse le anatre vaporiere.
Sono state individuate 2 sottospecie:
- A. brasiliensis brasiliensis (Gmelin, 1789) - alzavola brasiliana minore, la sottospecie nominale, che si trova in Brasile, Suriname, Guyana, Guyana francese, Venezuela centrale, Colombia orientale e Perù nord-orientale;[3]
- A. brasiliensis ipecutiri (Vieillot, 1816) - alzavola brasiliana maggiore, che si trova in Brasile, Argentina settentrionale, Bolivia orientale, Uruguay e Paraguay;[3]

## Biologia
L'alzavola brasiliana vive in coppia o forma piccoli gruppi fino a venti uccelli. Entrambi i genitori si occupano dei loro anatroccoli. Si nutrono di semi, frutti, radici e insetti, mentre gli anatroccoli si cibano soltanto di insetti.